# Campeonato colombiano 1990
El Campeonato colombiano 1990 (conocido como Copa Mustang 1990 por motivos de patrocinio) fue la cuadragésimo tercera (43a) edición de la Categoría Primera A del fútbol profesional colombiano, siendo el torneo de Primera División en la temporada 1990.
La principal novedad del campeonato fue el ingreso de la tabacalera Protabaco como patrocinadora del torneo, dándole el nombre de Copa Mustang.

## Sistema de juego
El Torneo Apertura se disputó mediante 12 fechas, bajo el sistema de triangulares y pentagonales regionales, y el Finalización con 28 jornadas más, todas bajo el sistema de todos contra todos para completar 40 fechas en la primera vuelta. Posteriormente, los ocho mejores equipos clasificaron a los cuadrangulares semifinales. De allí los cuatro mejores clasificaron para disputar el título del año. El primero del cuadrangular final se coronaría campeón y junto al subcampeón clasificarán directamente para la fase de grupos de la Copa Libertadores 1991.
Según la reclasificación, los clubes recibían puntajes de bonificación distribuidos así: primer lugar 1 punto; segundo lugar 0,75; tercer lugar 0,50; cuarto lugar 0,25. Estos puntos fueron tomados en cuenta para la definición de las fases semifinal y final del torneo.

## Equipos participantes

### Datos de los clubes
| Equipo                 | Ciudad       | Estadio                        |
| ---------------------- | ------------ | ------------------------------ |
| América de Cali        | Cali         | Olímpico Pascual Guerrero      |
| Atlético Bucaramanga   | Bucaramanga  | Alfonso López                  |
| Atlético Nacional      | Medellín     | Atanasio Girardot              |
| Cúcuta Deportivo       | Cúcuta       | General Santander              |
| Deportes Quindío       | Armenia      | Centenario                     |
| Deportes Tolima        | Ibagué       | Manuel Murillo Toro            |
| Deportivo Cali         | Cali         | Olímpico Pascual Guerrero      |
| Deportivo Pereira      | Pereira      | Hernán Ramírez Villegas        |
| Independiente Medellín | Medellín     | Atanasio Girardot              |
| Junior                 | Barranquilla | Metropolitano Roberto Meléndez |
| Millonarios            | Bogotá       | Nemesio Camacho El Campín      |
| Once Caldas            | Manizales    | Fernando Londoño Londoño       |
| Santa Fe               | Bogotá       | Nemesio Camacho El Campín      |
| Sporting               | Barranquilla | Metropolitano Roberto Meléndez |
| Unión Magdalena        | Santa Marta  | Eduardo Santos                 |

### Localización
| Antioquia          | 2 | Atlético Nacional e Independiente Medellín | Nacional DIM Millonarios Santa Fe Caldas Pereira Quindío América Cali Bucaramanga Cúcuta Tolima Unión Junior Sporting |
| Atlántico          | 2 | Junior y Sporting                          | Nacional DIM Millonarios Santa Fe Caldas Pereira Quindío América Cali Bucaramanga Cúcuta Tolima Unión Junior Sporting |
| Bogotá, D. C.      | 2 | Millonarios y Santa Fe                     | Nacional DIM Millonarios Santa Fe Caldas Pereira Quindío América Cali Bucaramanga Cúcuta Tolima Unión Junior Sporting |
| Valle del Cauca    | 2 | América de Cali y Deportivo Cali           | Nacional DIM Millonarios Santa Fe Caldas Pereira Quindío América Cali Bucaramanga Cúcuta Tolima Unión Junior Sporting |
| Caldas             | 1 | Once Caldas                                | Nacional DIM Millonarios Santa Fe Caldas Pereira Quindío América Cali Bucaramanga Cúcuta Tolima Unión Junior Sporting |
| Magdalena          | 1 | Unión Magdalena                            | Nacional DIM Millonarios Santa Fe Caldas Pereira Quindío América Cali Bucaramanga Cúcuta Tolima Unión Junior Sporting |
| Norte de Santander | 1 | Cúcuta Deportivo                           | Nacional DIM Millonarios Santa Fe Caldas Pereira Quindío América Cali Bucaramanga Cúcuta Tolima Unión Junior Sporting |
| Quindío            | 1 | Deportes Quindío                           | Nacional DIM Millonarios Santa Fe Caldas Pereira Quindío América Cali Bucaramanga Cúcuta Tolima Unión Junior Sporting |
| Risaralda          | 1 | Deportivo Pereira                          | Nacional DIM Millonarios Santa Fe Caldas Pereira Quindío América Cali Bucaramanga Cúcuta Tolima Unión Junior Sporting |
| Santander          | 1 | Atlético Bucaramanga                       | Nacional DIM Millonarios Santa Fe Caldas Pereira Quindío América Cali Bucaramanga Cúcuta Tolima Unión Junior Sporting |
| Tolima             | 1 | Deportes Tolima                            | Nacional DIM Millonarios Santa Fe Caldas Pereira Quindío América Cali Bucaramanga Cúcuta Tolima Unión Junior Sporting |

## Torneo Apertura
| Pos | Equipo                 | Pts | PJ | PG | PE | PP | GF | GC | Dif |
| --- | ---------------------- | --- | -- | -- | -- | -- | -- | -- | --- |
| 1.  | América de Cali        | 19  | 12 | 7  | 5  | 0  | 23 | 8  | 15  |
| 2.  | Santa Fe               | 16  | 12 | 5  | 6  | 1  | 19 | 8  | 11  |
| 3.  | Atlético Nacional      | 15  | 12 | 5  | 5  | 2  | 18 | 15 | 3   |
| 4.  | Millonarios            | 14  | 12 | 5  | 4  | 3  | 14 | 12 | 2   |
| 5.  | Atlético Bucaramanga   | 13  | 12 | 5  | 3  | 4  | 9  | 8  | 1   |
| 6.  | Junior de Barranquilla | 13  | 12 | 3  | 7  | 2  | 13 | 10 | 3   |
| 7.  | Deportes Quindío       | 12  | 12 | 5  | 6  | 5  | 15 | 16 | -1  |
| 8.  | Independiente Medellín | 12  | 12 | 5  | 5  | 6  | 14 | 15 | -1  |
| 9.  | Deportivo Cali         | 12  | 12 | 5  | 5  | 6  | 17 | 13 | 4   |
| 10. | Unión Magdalena        | 11  | 12 | 5  | 5  | 4  | 11 | 17 | -6  |
| 11. | Deportes Tolima        | 10  | 12 | 5  | 4  | 4  | 10 | 14 | -4  |
| 12. | Once Caldas            | 9   | 12 | 5  | 4  | 7  | 13 | 24 | -11 |
| 13. | Deportivo Pereira      | 9   | 12 | 5  | 3  | 6  | 8  | 15 | -7  |
| 14. | Sporting Club          | 9   | 12 | 3  | 7  | 5  | 12 | 14 | -2  |
| 15. | Cúcuta Deportivo       | 6   | 12 | 0  | 6  | 6  | 6  | 14 | -8  |

 Pts=Puntos; PJ=Partidos jugados; G=Partidos ganados; E=Partidos empatados; P=Partidos perdidos; GF=Goles a favor; GC=Goles en contra; DIF=Diferencia de gol

### Pentagonales

#### Resultados
| Grupo A |
| Grupo B |
| Grupo C |

| Bucaramanga                | 0 - 0 | Cúcuta   |
| Millonarios                | 0 - 0 | Santa Fe |
| Descansa: Tolima           |       |          |
| Once Caldas                | 2 - 0 | Pereira  |
| Cali                       | 1 - 1 | Quindío  |
| Descansa: América          |       |          |
| Sporting                   | 1 - 2 | Medellín |
| Magdalena                  | 1 - 1 | Nacional |
| Descansa: Descansa: Junior |       |          |

| Tolima                       | 0 - 0 | Millonarios |
| Santa Fe                     | 1 - 0 | Bucaramanga |
| Descansa: Descansa: Cúcuta   |       |             |
| América                      | 2 - 1 | Once Caldas |
| Pereira                      | 1 - 1 | Cali        |
| Descansa: Descansa: Quindío  |       |             |
| Junior                       | 1 - 0 | Medellín    |
| Magdalena                    | 2 - 1 | Sporting    |
| Descansa: Descansa: Nacional |       |             |

| Cúcuta                          | 1 - 1 | Santa Fe  |
| Bucaramanga                     | 3 - 0 | Tolima    |
| Descansa: Descansa: Millonarios |       |           |
| Quindío                         | 3 - 1 | Pereira   |
| Cali                            | 0 - 2 | América   |
| Descansa: Descansa: Once Caldas |       |           |
| Junior                          | 1 - 1 | Magdalena |
| Sporting                        | 1 - 1 | Nacional  |
| Descansa: Descansa: Medellín    |       |           |

| Tolima                       | 0 - 0 | Cúcuta      |
| Millonarios                  | 0 - 1 | Bucaramanga |
| Descansa: Descansa: Santa Fe |       |             |
| Once Caldas                  | 2 - 1 | Cali        |
| América                      | 2 - 1 | Quindío     |
| Descansa: Descansa: Pereira  |       |             |
| Nacional                     | 0 - 0 | Junior      |
| Magdalena                    | 1 - 1 | Medellín    |
| Descansa: Descansa: Sporting |       |             |

| Santa Fe                        | 1 - 1 | Tolima      |
| Cúcuta                          | 1 - 1 | Millonarios |
| Descansa: Descansa: Bucaramanga |       |             |
| Pereira                         | 1 - 1 | América     |
| Quindío                         | 5 - 2 | Once Caldas |
| Descansa: Descansa: Cali        |       |             |
| Medellín                        | 2 - 2 | Nacional    |
| Junior                          | 1 - 2 | Sporting    |
| Descansa: Descansa: Magdalena   |       |             |

| Cúcuta            | 0 - 1 | Bucaramanga |
| Santa Fe          | 2 - 3 | Millonarios |
| Descansa: Tolima  |       |             |
| Pereira           | 1 - 2 | Once Caldas |
| Quindío           | 0 - 3 | Cali        |
| Descansa: América |       |             |
| Medellín          | 1 - 0 | Sporting    |
| Nacional          | 0 - 1 | Magdalena   |
| Descansa: Junior  |       |             |

| Millonarios                  | 2 - 1 | Tolima    |
| Bucaramanga                  | 0 - 0 | Santa Fe  |
| Descansa: Descansa: Cúcuta   |       |           |
| Once Caldas                  | 0 - 2 | América   |
| Cali                         | 1 - 0 | Pereira   |
| Descansa: Descansa: Quindío  |       |           |
| Medellín                     | 0 - 0 | Junior    |
| Sporting                     | 2 - 1 | Magdalena |
| Descansa: Descansa: Nacional |       |           |

| Tolima                          | 1 - 1 | Santa Fe |
| Millonarios                     | 2 - 1 | Cúcuta   |
| Descansa: Descansa: Bucaramanga |       |          |
| América                         | 0 - 0 | Pereira  |
| Once Caldas                     | 0 - 0 | Quindío  |
| Descansa: Descansa: Cali        |       |          |
| Magdalena                       | 1 - 1 | Junior   |
| Nacional                        | 1 - 1 | Sporting |
| Descansa: Descansa: Medellín    |       |          |

| Santa Fe                        | 1 - 1 | Cúcuta      |
| Tolima                          | 1 - 0 | Bucaramanga |
| Descansa: Descansa: Millonarios |       |             |
| Pereira                         | 1 - 0 | Quindío     |
| América                         | 0 - 0 | Cali        |
| Descansa: Descansa: Once Caldas |       |             |
| Junior                          | 6 - 2 | Nacional    |
| Medellín                        | 2 - 0 | Magdalena   |
| Descansa: Descansa: Sporting    |       |             |

| Cúcuta                        | 1 - 1 | Tolima      |
| Bucaramanga                   | 1 - 0 | Millonarios |
| Descansa: Descansa: Santa Fe  |       |             |
| Cali                          | 3 - 2 | Once Caldas |
| Quindío                       | 0 - 3 | América     |
| Descansa: Descansa: Pereira   |       |             |
| Nacional                      | 2 - 1 | Medellín    |
| Sporting                      | 1 - 1 | Junior      |
| Descansa: Descansa: Magdalena |       |             |

Grupo A
| Pos | Equipo      | Pts | PJ | PG | PE | PP | GF | GC | Dif |
| --- | ----------- | --- | -- | -- | -- | -- | -- | -- | --- |
| 1   | Bucaramanga | 10  | 8  | 4  | 2  | 2  | 10 | 2  | 4   |
| 2   | Millonarios | 9   | 8  | 3  | 3  | 2  | 8  | 8  | 0   |
| 3   | Santa Fe    | 9   | 8  | 2  | 5  | 2  | 9  | 8  | 1   |
| 4   | Tolima      | 6   | 8  | 1  | 4  | 3  | 6  | 10 | -4  |
| 5   | Cúcuta      | 6   | 8  | 0  | 6  | 2  | 5  | 7  | -2  |

Grupo B
| Pos | Equipo          | Pts | PJ | PG | PE | PP | GF | GC | Dif |
| --- | --------------- | --- | -- | -- | -- | -- | -- | -- | --- |
| 1   | América de Cali | 13  | 8  | 5  | 3  | 0  | 12 | 3  | 9   |
| 2   | Deportivo Cali  | 9   | 8  | 3  | 3  | 2  | 13 | 8  | 5   |
| 3   | Once Caldas     | 7   | 8  | 3  | 1  | 4  | 11 | 17 | -6  |
| 4   | Quindío         | 6   | 8  | 2  | 2  | 4  | 10 | 13 | -3  |
| 5   | Pereira         | 5   | 8  | 1  | 3  | 4  | 5  | 10 | -5  |

Grupo C
| Pos | Equipo    | Pts | PJ | PG | PE | PP | GF | GC | Dif |
| --- | --------- | --- | -- | -- | -- | -- | -- | -- | --- |
| 1   | Medellín  | 13  | 8  | 3  | 3  | 2  | 9  | 7  | 2   |
| 2   | Junior    | 9   | 8  | 2  | 5  | 1  | 13 | 8  | 5   |
| 3   | Magdalena | 7   | 8  | 3  | 1  | 4  | 11 | 17 | -6  |
| 4   | Sporting  | 6   | 8  | 2  | 2  | 4  | 10 | 13 | -3  |
| 5   | Nacional  | 6   | 8  | 2  | 2  | 4  | 10 | 13 | -3  |

### Triangulares

#### Resultados
| Grupo A |
| Grupo B |
| Grupo C |
| Grupo D |
| Grupo E |

| Bucaramanga | 1 - 3 | América   |
| Cali        | 1 - 1 | Junior    |
| Santa Fe    | 6 - 0 | Magdalena |
| Tolima      | 2 - 1 | Quindío   |
| Nacional    | 2 - 0 | Cúcuta    |

| Medellín    | 2 - 0 | Bucaramanga |
| Millonarios | 2 - 1 | Cali        |
| Once Caldas | 0 - 3 | Santa Fe    |
| Sporting    | 2 - 2 | Tolima      |
| Pereira     | 1 - 2 | Nacional    |

| América   | 4 - 0 | Medellín    |
| Junior    | 1 - 0 | Millonarios |
| Magdalena | 2 - 0 | Once Caldas |
| Quindío   | 2 - 1 | Sporting    |
| Cúcuta    | 0 - 1 | Pereira     |

| Bucaramanga | 1 - 0 | Medellín    |
| Cali        | 2 - 2 | Millonarios |
| Santa Fe    | 1 - 0 | Once Caldas |
| Tolima      | 0 - 0 | Sporting    |
| Nacional    | 3 - 0 | Pereira     |

| Medellín    | 3 - 3 | América   |
| Millonarios | 2 - 0 | Junior    |
| Once Caldas | 2 - 1 | Magdalena |
| Sporting    | 0 - 1 | Quindío   |
| Pereira     | 1 - O | Cúcuta    |

| América   | 1 - 1 | Bucaramanga |
| Junior    | 0 - 0 | Cali        |
| Magdalena | 0 - 0 | Santa Fe    |
| Quindío   | 1 - 0 | Tolima      |
| Cúcuta    | 1 - 3 | Nacional    |

Grupo A
| Pos | Equipo      | Pts | PJ | PG | PE | PP | GF | GC | Dif |
| --- | ----------- | --- | -- | -- | -- | -- | -- | -- | --- |
| 1   | América     | 10  | 4  | 2  | 2  | 0  | 11 | 5  | +4  |
| 2   | Medellín    | 9   | 4  | 1  | 1  | 2  | 5  | 8  | 0   |
| 3   | Bucaramanga | 9   | 4  | 1  | 1  | 2  | 3  | 6  | +1  |

Grupo B
| Pos | Equipo      | Pts | PJ | PG | PE | PP | GF | GC | Dif |
| --- | ----------- | --- | -- | -- | -- | -- | -- | -- | --- |
| 1   | Millonarios | 10  | 4  | 2  | 1  | 1  | 6  | 2  | +4  |
| 2   | Junior      | 9   | 4  | 1  | 2  | 1  | 8  | 8  | 0   |
| 3   | Cali        | 9   | 4  | 0  | 3  | 1  | 9  | 8  | +1  |

Grupo C
| Pos | Equipo      | Pts | PJ | PG | PE | PP | GF | GC | Dif |
| --- | ----------- | --- | -- | -- | -- | -- | -- | -- | --- |
| 1   | Santa Fe    | 10  | 4  | 3  | 1  | 0  | 6  | 2  | +4  |
| 2   | Magdalena   | 9   | 4  | 1  | 1  | 2  | 8  | 8  | 0   |
| 3   | Once Caldas | 9   | 4  | 1  | 0  | 3  | 9  | 8  | +1  |

Grupo D
| Pos | Equipo   | Pts | PJ | PG | PE | PP | GF | GC | Dif |
| --- | -------- | --- | -- | -- | -- | -- | -- | -- | --- |
| 1   | Quindío  | 10  | 4  | 3  | 0  | 1  | 6  | 2  | +4  |
| 2   | Tolima   | 9   | 4  | 1  | 2  | 1  | 8  | 8  | 0   |
| 3   | Sporting | 9   | 4  | 0  | 2  | 2  | 9  | 8  | +1  |

Grupo E
| Pos | Equipo   | Pts | PJ | PG | PE | PP | GF | GC | Dif |
| --- | -------- | --- | -- | -- | -- | -- | -- | -- | --- |
| 1   | Nacional | 10  | 4  | 4  | 0  | 0  | 6  | 2  | +4  |
| 2   | Pereira  | 9   | 4  | 2  | 0  | 2  | 8  | 8  | 0   |
| 3   | Cúcuta   | 9   | 4  | 0  | 0  | 4  | 9  | 8  | +1  |

## Torneo Finalización

### Resultados
| Nacional              | 0 - 1 | Once Caldas |
| Tolima                | 0 - 1 | Medellín    |
| Sporting              | 0 - 0 | Cúcuta      |
| Santa Fe              | 0 - 0 | Cali        |
| América               | 5 - 1 | Millonarios |
| Quindío               | 1 - 0 | Magdalena   |
| Pereira               | 1 - 0 | Junior      |
| Descansa: Bucaramanga |       |             |

| Junior           | 0 - 1 | Nacional |
| Once Caldas      | 0 - 0 | América  |
| Bucaramanga      | 1 - 1 | Pereira  |
| Millonarios      | 2 - 0 | Quindío  |
| Magdalena        | 4 - 1 | Santa Fe |
| Medellín         | 1 - 0 | Sporting |
| Cali             | 0 - 0 | Tolima   |
| Descansa: Cúcuta |       |          |

| Sporting          | 1 - 1 | Cali        |
| Cúcuta            | 1 - 2 | Medellín    |
| Tolima            | 2 - 0 | Magdalena   |
| Santa Fe          | 1 - 1 | Millonarios |
| América           | 1 - 0 | Junior      |
| Quindío           | 0 - 1 | Once Caldas |
| Nacional          | 1 - 1 | Bucaramanga |
| Descansa: Pereira |       |             |

| Bucaramanga        | 2 - 1 | América  |
| Pereira            | 0 - 1 | Nacional |
| Junior             | 1 - 1 | Quindío  |
| Once Caldas        | 2 - 0 | Santa Fe |
| Magdalena          | 3 - 0 | Sporting |
| Millonarios        | 3 - 0 | Tolima   |
| Cali               | 3 - 0 | Cúcuta   |
| Descansa: Medellín |       |          |

| Cúcuta             | 2 - 1 | Magdalena   |
| Sporting           | 1 - 0 | Millonarios |
| Tolima             | 1 - 1 | Once Caldas |
| Quindío            | 0 - 1 | Bucaramanga |
| Santa Fe           | 2 - 1 | Junior      |
| América            | 2 - 0 | Pereira     |
| Medellín           | 2 - 1 | Cali        |
| Descansa: Nacional |       |             |

| Bucaramanga    | 1 - 0 | Santa Fe |
| Pereira        | 1 - 1 | Quindío  |
| Magdalena      | 0 - 2 | Medellín |
| Junior         | 2 - 3 | Tolima   |
| Once Caldas    | 1 - 1 | Sporting |
| Millonarios    | 2 - 0 | Cúcuta   |
| Nacional       | 0 - 0 | América  |
| Descansa: Cali |       |          |

| Medellín          | 1 - 0 | Millonarios |
| Cali              | 2 - 0 | Magdalena   |
| Cúcuta            | 0 - 1 | Once Caldas |
| Sporting          | 0 - 0 | Junior      |
| Santa Fe          | 2 - 1 | Pereira     |
| Tolima            | 2 - 1 | Bucaramanga |
| Quindío           | 2 - 0 | Nacional    |
| Descansa: América |       |             |

| Nacional            | 3 - 0 | Santa Fe |
| América             | 2 - 1 | Quindío  |
| Pereira             | 2 - 1 | Tolima   |
| Bucaramanga         | 2 - 0 | Sporting |
| Once Caldas         | 0 - 3 | Medellín |
| Junior              | 0 - 1 | Cúcuta   |
| Millonarios         | 2 - 0 | Cali     |
| Descansa: Magdalena |       |          |

| Cali              | 2 - 2 | Once Caldas |
| Magdalena         | 0 - 0 | Millonarios |
| Medellín          | 1 - 1 | Junior      |
| Cúcuta            | 1 - 0 | Bucaramanga |
| Tolima            | 2 - 0 | Nacional    |
| Sporting          | 0 - 1 | Pereira     |
| Santa Fe          | 2 - 1 | América     |
| Descansa: Quindío |       |             |

| América               | 3 - 1 | Tolima    |
| Quindío               | 3 - 0 | Santa Fe  |
| Nacional              | 3 - 1 | Sporting  |
| Pereira               | 1 - 0 | Cúcuta    |
| Junior                | 0 - 0 | Cali      |
| Bucaramanga           | 2 - 2 | Medellín  |
| Once Caldas           | 1 - 0 | Magdalena |
| Descansa: Millonarios |       |           |

| Millonarios        | 1 - 3 | Once Caldas |
| Cali               | 1 - 1 | Bucaramanga |
| Magdalena          | 2 - 2 | Junior      |
| Medellín           | 2 - 2 | Pereira     |
| Cúcuta             | 1 - 0 | Nacional    |
| Tolima             | 0 - 1 | Quindío     |
| Sporting           | 2 - 4 | América     |
| Descansa: Santa Fé |       |             |

| Quindío               | 0 - 0 | Sporting    |
| Santa Fe              | 3 - 1 | Tolima      |
| América               | 9 - 0 | Cúcuta      |
| Nacional              | 1 - 2 | Medellín    |
| Bucaramanga           | 2 - 0 | Magdalena   |
| Pereira               | 0 - 0 | Cali        |
| Junior                | 1 - 0 | Millonarios |
| Descansa: Once Caldas |       |             |

| Millonarios      | 1 - 0 | Bucaramanga |
| Once Caldas      | 0 - 0 | Junior      |
| Magdalena        | 0 - 0 | Pereira     |
| Cali             | 1 - 2 | Nacional    |
| Cúcuta           | 1 - 2 | Quindío     |
| Medellín         | 1 - 1 | América     |
| Sporting         | 1 - 2 | Santa Fe    |
| Descansa: Tolima |       |             |

| Bucaramanga      | 5 - 1 | Once Caldas |
| Santa Fe         | 2 - 0 | Cúcuta      |
| Quindío          | 0 - 0 | Medellín    |
| América          | 0 - 0 | Cali        |
| Pereira          | 2 - 1 | Millonarios |
| Nacional         | 2 - 0 | Magdalena   |
| Tolima           | 1 - 0 | Sporting    |
| Descansa: Junior |       |             |

| Once Caldas        | 1 - 0 | Pereira     |
| Junior             | 0 - 1 | Bucaramanga |
| Millonarios        | 3 - 0 | Nacional    |
| Magdalena          | 0 - 1 | América     |
| Medellín           | 1 - 0 | Santa Fe    |
| Cali               | 2 - 3 | Quindío     |
| Cúcuta             | 0 - 0 | Tolima      |
| Descansa: Sporting |       |             |

| Nacional         | 1 - 1 | Junior      |
| América          | 1 - 0 | Once Caldas |
| Pereira          | 1 - 1 | Bucaramanga |
| Quindío          | 4 - 1 | Millonarios |
| Santa Fe         | 1 - 0 | Magdalena   |
| Sporting         | 0 - 3 | Medellín    |
| Tolima           | 0 - 0 | Cali        |
| Descansa: Cúcuta |       |             |

| Cali              | 3 - 1 | Sporting |
| Medellín          | 1 - 0 | Cúcuta   |
| Magdalena         | 3 - 0 | Tolima   |
| Millonarios       | 2 - 2 | Santa Fe |
| Junior            | 1 - 1 | América  |
| Once Caldas       | 1 - 0 | Quindío  |
| Bucaramanga       | 3 - 2 | Nacional |
| Descansa: Pereira |       |          |

| América            | 5 - 1 | Bucaramanga |
| Nacional           | 1 - 1 | Pereira     |
| Quindío            | 3 - 1 | Junior      |
| Santa Fe           | 2 - 2 | Once Caldas |
| Sporting           | 1 - 1 | Magdalena   |
| Tolima             | 1 - 0 | Millonarios |
| Cúcuta             | 0 - 1 | Cali        |
| Descansa: Medellín |       |             |

| Magdalena          | 4 - 1 | Cúcuta   |
| Millonarios        | 1 - 1 | Sporting |
| Once Caldas        | 1 - 1 | Tolima   |
| Bucaramanga        | 3 - 2 | Quindío  |
| Junior             | 3 - 0 | Santa Fe |
| Pereira            | 1 - 0 | América  |
| Cali               | 1 - 0 | Medellín |
| Descansa: Nacional |       |          |

| Santa Fe       | 1 - 0 | Bucaramanga |
| Quindío        | 2 - 0 | Pereira     |
| Medellín       | 1 - 0 | Magdalena   |
| Tolima         | 1 - 1 | Junior      |
| Sporting       | 0 - 3 | Once Caldas |
| Cúcuta         | 2 - 2 | Millonarios |
| América        | 0 - 0 | Nacional    |
| Descansa: Cali |       |             |

| Millonarios       | 1 - 1 | Medellín |
| Magdalena         | 0 - 1 | Cali     |
| Once Caldas       | 1 - 1 | Cúcuta   |
| Junior            | 0 - 1 | Sporting |
| Pereira           | 1 - 1 | Santa Fe |
| Bucaramanga       | 2 - 0 | Tolima   |
| Nacional          | 3 - 3 | Quindío  |
| Descansa: América |       |          |

| Santa Fe            | 0 - 0 | Nacional    |
| Quindío             | 0 - 1 | América     |
| Tolima              | 0 - 1 | Pereira     |
| Sporting            | 1 - 1 | Bucaramanga |
| Medellín            | 1 - 2 | Once Caldas |
| Cúcuta              | 1 - 0 | Junior      |
| Cali                | 0 - 0 | Millonarios |
| Descansa: Magdalena |       |             |

| Once Caldas       | 0 - 1 | Cali      |
| Millonarios       | 3 - 1 | Magdalena |
| Junior            | 1 - 1 | Medellín  |
| Bucaramanga       | 2 - 0 | Cúcuta    |
| Nacional          | 4 - 0 | Tolima    |
| Pereira           | 2 - 2 | Sporting  |
| América           | 2 - 0 | Santa Fe  |
| Descansa: Quindío |       |           |

| Tolima                | 0 - 0 | América     |
| Santa Fe              | 1 - 1 | Quindío     |
| Sporting              | 1 - 2 | Nacional    |
| Cúcuta                | 1 - 4 | Pereira     |
| Cali                  | 1 - 0 | Junior      |
| Medellín              | 1 - 0 | Bucaramanga |
| Magdalena             | 4 - 2 | Once Caldas |
| Descansa: Millonarios |       |             |

| Once Caldas        | 0 - 0 | Millonarios |
| Bucaramanga        | 2 - 1 | Cali        |
| Junior             | 0 - 0 | Magdalena   |
| Pereira            | 1 - 0 | Medellín    |
| Nacional           | 3 - 0 | Cúcuta      |
| Quindío            | 1 - 0 | Tolima      |
| América            | 4 - 1 | Sporting    |
| Descansa: Santa Fé |       |             |

| Sporting              | 0 - 2 | Quindío     |
| Tolima                | 1 - 2 | Santa Fe    |
| Cúcuta                | 0 - 0 | América     |
| Medellín              | 3 - 2 | Nacional    |
| Magdalena             | 0 - 2 | Bucaramanga |
| Cali                  | 3 - 1 | Pereira     |
| Millonarios           | 3 - 0 | Junior      |
| Descansa: Once Caldas |       |             |

| Bucaramanga      | 1 - 0 | Millonarios |
| Junior           | 2 - 2 | Once Caldas |
| Pereira          | 3 - 0 | Magdalena   |
| Nacional         | 0 - 0 | Cali        |
| Quindío          | 1 - 0 | Cúcuta      |
| América          | 2 - 0 | Medellín    |
| Santa Fe         | 4 - 1 | Sporting    |
| Descansa: Tolima |       |             |

| Once Caldas      | 2 - 1 | Bucaramanga |
| Cúcuta           | 2 - 2 | Santa Fe    |
| Medellín         | 1 - 1 | Quindío     |
| Cali             | 2 - 2 | América     |
| Millonarios      | 4 - 1 | Pereira     |
| Magdalena        | 0 - 2 | Nacional    |
| Sporting         | 1 - 2 | Tolima      |
| Descansa: Junior |       |             |

| Pereira            | 0 - 0 | Once Caldas |
| Bucaramanga        | 1 - 0 | Junior      |
| Nacional           | 2 - 1 | Millonarios |
| América            | 4 - 1 | Magdalena   |
| Santa Fe           | 2 - 2 | Medellín    |
| Quindío            | 0 - 1 | Cali        |
| Tolima             | 1 - 0 | Cúcuta      |
| Descansa: Sporting |       |             |

| Once Caldas           | 0 - 0 | Nacional |
| Medellín              | 2 - 1 | Tolima   |
| Cúcuta                | 1 - 0 | Sporting |
| Cali                  | 2 - 1 | Santa Fe |
| Millonarios           | 2 - 2 | América  |
| Magdalena             | 1 - 1 | Quindío  |
| Junior                | 3 - 1 | Pereira  |
| Descansa: Bucaramanga |       |          |

## Reclasificación
En la tabla de reclasificación se resumen todos los partidos jugados por los 15 equipos entre los meses de febrero y noviembre en los torneos Apertura y Finalización.
| Pos | Equipo                 | Pts | PJ | PG | PE | PP | GF | GC | Dif |
| --- | ---------------------- | --- | -- | -- | -- | -- | -- | -- | --- |
| 1.  | América de Cali        | 59  | 40 | 22 | 15 | 3  | 77 | 27 | 50  |
| 2.  | Independiente Medellín | 50  | 40 | 18 | 14 | 8  | 50 | 37 | 13  |
| 3.  | Atlético Bucaramanga   | 49  | 40 | 20 | 9  | 11 | 49 | 35 | 14  |
| 4.  | Atlético Nacional      | 47  | 40 | 16 | 15 | 9  | 55 | 41 | 14  |
| 5.  | Deportivo Cali         | 46  | 40 | 14 | 18 | 8  | 46 | 32 | 14  |
| 6.  | Santa Fe               | 45  | 40 | 15 | 15 | 10 | 52 | 46 | 6   |
| 7.  | Deportes Quindío       | 44  | 40 | 17 | 10 | 13 | 51 | 41 | 10  |
| 8.  | Once Caldas            | 43  | 40 | 15 | 13 | 12 | 44 | 51 | -7  |
| 9.  | Millonarios            | 41  | 40 | 14 | 13 | 13 | 51 | 43 | 8   |
| 10. | Deportivo Pereira      | 39  | 40 | 13 | 13 | 14 | 38 | 45 | -7  |
| 11. | Deportes Tolima        | 33  | 40 | 10 | 13 | 17 | 31 | 48 | -17 |
| 12. | Junior                 | 31  | 40 | 6  | 19 | 15 | 34 | 41 | -7  |
| 13. | Unión Magdalena        | 27  | 40 | 8  | 11 | 21 | 36 | 57 | -21 |
| 14. | Cúcuta Deportivo       | 24  | 40 | 6  | 12 | 22 | 22 | 59 | -37 |
| 15. | Sporting               | 22  | 40 | 4  | 14 | 22 | 30 | 63 | -33 |

 Pts=Puntos; PJ=Partidos jugados; PE=Partidos empatados; P=Partidos perdidos; GF=Goles a favor; GC=Goles en contra; DIF=Diferencia de gol
|  | Clasificado para los cuadrangulares semifinales. |
|  | Eliminado.                                       |

## Cuadrangulares semifinales
La segunda fase del campeonato fueron los cuadrangulares semifinales. Estos los disputan los ocho mejores equipos de todo el año, distribuidos en dos grupos de cuatro. Los cuatro primeros recibieron puntaje de bonificación previo al inicio de esta etapa. Los dos mejores de cada grupo avanzan al cuadrangular final para definir al campeón y los cupos a la Copa Libertadores.

### Grupo A
| Pos | Equipo               | Bon  | Pts  | PJ | PG | PE | PP | GF | GC | Dif |
| --- | -------------------- | ---- | ---- | -- | -- | -- | -- | -- | -- | --- |
| 1.  | América de Cali      | 2    | 9    | 6  | 3  | 1  | 2  | 8  | 4  | 4   |
| 2.  | Atlético Bucaramanga | 0,50 | 6,50 | 6  | 3  | 0  | 3  | 10 | 12 | -2  |
| 3.  | Deportivo Cali       | 0,25 | 6,25 | 6  | 3  | 0  | 3  | 9  | 11 | -2  |
| 4.  | Deportes Quindío     | 0    | 5    | 6  | 2  | 1  | 3  | 7  | 7  | 0   |

 Bon=Puntaje de bonificación; Pts=Puntos; PJ=Partidos jugados; PE=Partidos empatados; P=Partidos perdidos; GF=Goles a favor; GC=Goles en contra; DIF=Diferencia de gol
|  | Clasificado al cuadrangular final. |

#### Resultados
| Quindío        | 0 - 0 | América     |
| Deportivo Cali | 4 - 2 | Bucaramanga |

| Equipo local | Resultado | Equipo visitante |
| América      | 3 - 0     | Deportivo Cali   |
| Bucaramanga  | 3 - 1     | Quindío          |

| Equipo local   | Resultado | Equipo visitante |
| Deportivo Cali | 2 - 1     | Quindío          |
| Bucaramanga    | 1 - 2     | América          |

| Equipo local | Resultado | Equipo visitante |
| Quindío      | 3 - 0     | Deportivo Cali   |
| América      | 3 - 0     | Bucaramanga      |

| Equipo local | Resultado | Equipo visitante |
| América      | 0 - 1     | Quindío          |
| Bucaramanga  | 2 - 1     | Deportivo Cali   |

| Equipo local   | Resultado | Equipo visitante |
| Deportivo Cali | 2 - 0     | América          |
| Quindío        | 1 - 2     | Bucaramanga      |

### Grupo B
| Pos | Equipo                 | Bon  | Pts  | PJ | PG | PE | PP | GF | GC | Dif |
| --- | ---------------------- | ---- | ---- | -- | -- | -- | -- | -- | -- | --- |
| 1.  | Atlético Nacional      | 0,50 | 7,50 | 6  | 2  | 3  | 1  | 4  | 3  | 1   |
| 2.  | Santa Fe               | 0,75 | 6,75 | 6  | 2  | 2  | 2  | 7  | 7  | 0   |
| 3.  | Once Caldas            | 0    | 6    | 6  | 2  | 2  | 2  | 9  | 9  | 0   |
| 4.  | Independiente Medellín | 0,75 | 5,75 | 6  | 1  | 3  | 2  | 5  | 6  | -1  |

#### Resultados
| Equipo local | Resultado | Equipo visitante |
| Medellín     | 0 - 0     | Santa Fe         |
| Once Caldas  | 0 - 0     | Nacional         |

| Equipo local | Resultado | Equipo visitante |
| Santa Fe     | 2 - 2     | Once Caldas      |
| Nacional     | 1 - 1     | Medellín         |

| Equipo local | Resultado | Equipo visitante |
| Once Caldas  | 3 - 2     | Medellín         |
| Nacional     | 1 - 0     | Santa Fe         |

| Equipo local | Resultado | Equipo visitante |
| Medellín     | 2 - 1     | Once Caldas      |
| Santa Fe     | 2 - 1     | Nacional         |

| Equipo local | Resultado | Equipo visitante |
| Santa Fe     | 1 - 0     | Medellín         |
| Nacional     | 1 - 0     | Once Caldas      |

| Equipo local | Resultado | Equipo visitante |
| Once Caldas  | 3 - 2     | Santa Fe         |
| Medellín     | 0 - 0     | Nacional         |

## Cuadrangular final
| Pos | Equipo               | Bon  | Pts  | PJ | PG | PE | PP | GF | GC | Dif |
| --- | -------------------- | ---- | ---- | -- | -- | -- | -- | -- | -- | --- |
| 1.  | América de Cali      | 2    | 11   | 6  | 3  | 3  | 0  | 12 | 3  | 9   |
| 2.  | Atlético Nacional    | 0,50 | 7,50 | 6  | 3  | 1  | 2  | 7  | 4  | 3   |
| 3.  | Atlético Bucaramanga | 0,50 | 5,50 | 6  | 1  | 3  | 2  | 5  | 11 | -6  |
| 4.  | Santa Fe             | 0,75 | 3,75 | 6  | 0  | 3  | 3  | 5  | 11 | -6  |

### Resultados
| Equipo local | Resultado | Equipo visitante |
| América      | 2 - 0     | Santa Fe         |
| Bucaramanga  | 0 - 1     | Nacional         |

| Equipo local | Resultado | Equipo visitante |
| Santa Fe     | 2 - 2     | Bucaramanga      |
| Nacional     | 0 - 1     | América          |

| Equipo local | Resultado | Equipo visitante |
| Nacional     | 2 - 1     | Santa Fe         |
| Bucaramanga  | 1 - 1     | América          |

| Equipo local | Resultado | Equipo visitante |
| Santa Fe     | 0 - 3     | Nacional         |
| América      | 6 - 0     | Bucaramanga      |

| Equipo local | Resultado | Equipo visitante |
| América      | 1 - 1     | Nacional         |
| Bucaramanga  | 1 - 1     | Santa Fe         |

| Equipo local | Resultado | Equipo visitante |
| Santa Fe     | 1 - 1     | América          |
| Nacional     | 0 - 1     | Bucaramanga      |

Bon=Puntaje de bonificación; Pts=Puntos; PJ=Partidos jugados; G=Partidos ganados; E=Partidos empatados; P=Partidos perdidos; GF=Goles a favor; GC=Goles en contra; DIF=Diferencia de gol
|  | Campeón, clasificado para la Copa Libertadores 1991.    |
|  | Subcampeón, clasificado para la Copa Libertadores 1991. |

|                                    |
| Bandera de Colombia                |
| Campeón América de Cali 7.º título |

## Goleadores
| Jugador             | Equipo               | Goles |
| ------------------- | -------------------- | ----- |
| Antony de Ávila     | América de Cali      | 25    |
| Pedro Manuel Olalla | Atlético Bucaramanga | 20    |
| Sergio Angulo       | América de Cali      | 20    |
| Luis Armando Díaz   | Santa Fe             | 16    |
| Jesús Barrios       | Atlético Bucaramanga | 14    |

## Clasificación a torneos internacionales
| Clasificado como | Copa Libertadores 1991 | Supercopa Sudamericana 1991 |
| ---------------- | ---------------------- | --------------------------- |
| Colombia 1       | América de Cali        | Atlético Nacional           |
| Colombia 2       | Atlético Nacional      |                             |